# Sarcófago
I Sarcófago sono stati un gruppo heavy metal brasiliano, attivo dal 1985 al 2000. Sono stati capitanati dal primo cantante dei Sepultura Wagner Lamounier e da Geraldo Minelli. Sono stati spesso descritti come una delle band più controverse della scena metal brasiliana, al punto da aver ricevuto reazioni di vario tipo da parte della scena metal internazionale.
Sono stati tra i primi gruppi brasiliani di metal estremo, e la loro musica consisteva in un thrash metal molto violento e con influenze black metal. Per questo motivo, i Sarcófago ebbero una grande influenza su molti gruppi black metal della seconda ondata. La copertina frontale del loro album, I.N.R.I., è stata spesso vista come una delle influenze fondamentali dell'iconografia black metal, soprattutto per l'impiego del corpse paint. Tale album venne visto inoltre come uno dei migliori lavori prodotti nel periodo musicale a cavallo tra la prima e la seconda ondata del black metal, e soprattutto uno dei dischi fondamentali del genere. Il loro terzo disco, The Laws of Scourge, fu inoltre una delle prime produzioni di death metal tecnico.
Sono stati formati nel 1985 a Belo Horizonte dal cantante e chitarrista brasiliano Wagner Lamounier, nato nella stessa Belo Horizonte il 30 aprile 1969. Lamounier era il cantante dei Sepultura dal 1984 fino a quando se ne è distaccato in maniera conflittuale nel marzo del 1985. I Sarcòfago si sono sciolti nel 2000 dopo aver pubblicato un totale di 5 album in studio.
Dopo il loro scioglimento, e nonostante gli impegni del frontman Wagner Lamounier divenuto nel frattempo ricercatore presso la facoltà di Scienze Economiche dell'università brasiliana di Minas Gerais, la band si è occasionalmente riformata per suonare singole date in occasione di importanti festival musicali.

## Storia

### Primi anni (1985–1986)
I Sarcófago (termine in portoghese per "sarcofago") vennero formati nel 1985 a Belo Horizonte, nel Minas Gerais, in Brasile. Traendo ispirazione dalle prime band di heavy metal estremo come Bathory, Celtic Frost e Slayer, e alla tarda scena hardcore punk, l'intento dei Sarcófago fu quello di creare una musica totalmente aggressiva e brutale mai sentita prima. Wagner Lamounier, che lasciò i Sepultura nel marzo dello stesso anno, fu invitato a prendere parte in questo progetto come cantante e chitarrista. Anche se i Sepultura non hanno registrato nulla con Lamounier, egli ha contribuito al pezzo "Antichrist" nel loro EP Bestial Devastation.
I Sarcófago debuttarono per la prima volta grazie a uno split album in vinile uscito presso la Cogumelo Records, chiamato Warfare Noise, originariamente pubblicato nel 1986. La band contribuì a questo album con ben tre brani che erano "Recrucify", "The Black Vomit" e "Satanas". La loro musica e i loro testi erano spesso duri e scioccanti, soprattutto per l'epoca, ma ciò non fece altro che far guadagnare attenzione alla band. A quei tempi la formazione iniziale della band consisteva in "Butcher" (chitarra), "Antichrist" (Lamounier; voce), "Incubus" (Geraldo Minelli; basso) e "Leprous" (Armando Sampaio; batteria).

### I.N.R.I.(1987–1988)
Con l'ingresso del nuovo batterista "D.D. Crazy" - visto come uno dei pionieri del blast beat per via dell'uso intensivo di tale tecnica in questo album - i Sarcófago pubblicarono I.N.R.I. nel 1987. L'immagine che proponeva di sé la band tramite la copertina di questo album — corpse paint, giacche di pelle, e cinture a pallottole — è vista da molti come la nascita dell'iconografia black metal. Con questo album la loro musica è stata perlopiù considerata come un vero e proprio caposaldo per la nascita e lo sviluppo di questo genere, e sono stati visti negli anni a venire come una delle band più influenti. Nonostante la consistente fama che si guadagnò questo album, Lamounier rimase tuttavia insoddisfatto del risultato finale di questo lavoro, criticando perlopiù la qualità della produzione e la presenza di dissidi tra i componenti della band.
Dopo l'uscita di I.N.R.I., i Sarcófago si sciolsero. Lamounier si trasferì ad Uberlândia per continuare i suoi studi di economia e statistica all'Università Federale di Uberlandia, mentre Butcher e suo fratello D.D. Crazy lasciarono il gruppo. Quest'ultimo entrò a far parte dei Sextrash, seppur per poco, e con questi realizzò nel 1989 l'album Sexual Carnage.

### Rotting(1989–1990)
Quando uscì per la prima volta Rotting attirò su di innumerevoli controversi per via della copertina — raffigurante un tristo mietitore leccante il volto di Gesù Cristo. Si scoprì successivamente che tale immagine non era che ripresa da un dipinto medioevale. Lo stesso artista illustratore, Kelson Frost, si rifiutò di disegnare una corona di spine attorno alla testa dell'uomo, cercando in ogni modo di nascondere l'identità del Messia per evitare polemiche.
Rotting differisce musicalmente dal black metal rozzo e velocissimo del precedente I.N.R.I. Il batterista di sessione, "Joker", presenta una componente ritmica più variegata e meno minimale rispetto al precedente, lavorando su vari stili; Wagner inoltre imparò a suonare la chitarra, rendendo così lo stile della band più pesante e robusto. Rotting segnò inoltre un cambiamento per i nomi dei componenti: i due membri principali si rinominarono in "Wagner Antichrist" e "Gerald Incubus". Cambia anche il loro look, poiché l'utilizzo di innumerevoli e pesanti borchie rendeva sempre più faticoso e difficile suonare durante le performance dal vivo.
Rotting fu inoltre la prima pubblicazione internazionale della band, distribuito per la prima volta dalla britannica Music for Nations, e dalla Maze/Kraze in America. La Maze Records pubblicò un'edizione censurata di Rotting, oscurando l'artwork originale e applicando su di esso uno sticker con scritto "con l'originale cantante dei Sepultura" senza essersi consultati con la band. Infuriati in seguito a questa azione, i Sarcófago citarono in tribunale l'etichetta.

### The Laws of Scourge(1991–1993)
Seguì The Laws of Scourge (1991), considerato da molti come un "punto di svolta" nella carriera della band. Evolve la capacità tecnica degli stessi musicisti, migliora la produzione, e il songwriting si fa sempre più complesso approdando in territori technical death metal. Le nuove direzioni stilistiche intraprese dai Sarcófago furono fortemente influenzate dall'entrata nel gruppo di Fábio "Jhasko" come chitarrista e Lúcio Olliver come batterista, e ispirate a neofite band del metal estremo come Godflesh, Paradise Lost, Bolt Thrower, Deicide, e Morbid Angel.
The Laws of Scourge divenne l'album più acclamato e famoso dei Sarcófago, e fu responsabile dell'intensa attività live cui la band andò incontro. I loro tour toccarono paesi del Sudamerica come Perù e Cile, e in Europa suonarono dal vivo in Spagna e in Portogallo. In Brasile, il loro concerto più importante fu l'esibizione di apertura per i Dirty Rotten Imbeciles a San Paolo.

### Hate(1994–1996)
Dal punto di vista musicale, Hate è noto per l'utilizzo di una drum machine, che scatenò svariate e focose polemiche tra gli stessi fan della band. Lamounier, in risposta alle critiche ricevute, ribadì che numerosi artisti nel metal estremo, specie nel death metal, ricorrono all'utilizzo di MIDI per le partiture ritmiche, assicurando infine sul risultato, pressoché identico a quello di una batteria "suonata".
I membri della band si tagliarono i capelli, come forma di protesta nei confronti del crescente fenomeno del grunge. Generalmente, uomini che hanno capelli lunghi sono spesso associati a diverse controculture, soprattutto a quella dei metallari.
Wagner Lamounier disse:
Verso la fine del 1996, Sarcófago pubblicarono Decade of Decay, una raccolta che includeva tutte le produzioni dei precedenti demo e tutte le foto mai pubblicate della band. Il gruppo descrisse questo cd come un "regalo" per i loro fans.

### The Worst(1997–2000)
Il quinto e ultimo album dei Sarcófago, The Worst (1997), si allontana dalle veloci sonorità di Hate, lavorando più sull'elaborazione compositiva che sull'aggressività dei brani stessi. Minelli e Lamounier videro quest'album come un "riassunto generale" di tutta la carriera della band.
Con l'inizio del nuovo millennio uscì l'EP Crust, che si presentò subito come un'anteprima ad un possibile lavoro in preparazione della band. Ciononostante il gruppo si sciolse prima ancora di tornare in studio e all'attivo con nuove canzoni.

### Il tributo (2006–2009)
In celebrazione del ventesimo anniversario dell'uscita dello split album Warfare Noise, la Cogumelo Records e Geraldo Minelli organizzarono uno show che prevedesse una riunione dei Sarcófago a Belo Horizonte. Oltre a Minelli, la formazione dal vivo consistette in Fábio Jhasko alle chitarre, Manu Joker e Juarez "Tibanha" alla voce. Questo concerto venne ripreso dal vivo e molto probabilmente vedrà la sua pubblicazione in futuro. Lamounier decise di non prendere parte a questo "Tributo ai Sarcófago" per la sua mancanza di interesse in questa iniziativa. Tuttavia, Wagner continua a portare avanti i propri interessi musicali — suona nel gruppo crust punk dei Commando Kaos.
Nell'ottobre del 2007, i Sarcófago sono a Santiago, in Cile per suonare al Black Shadows Festival, insieme ai Possessed.
Nel marzo del 2009, Wagner annunciò che ci sarebbe stata una riunione dei Sarcofago, e che avrebbero suonato dal vivo ad eventi di massa come il Wacken Open Air e l'Hole in the Sky, così come alcune tappe in grandi città come Londra, New York, Los Angeles e Tokyo. Dichiarò che la band si sarebbe riunita con la formazione originale di I.N.R.I., ma con il solo intento di suonare dal vivo e non in studio per del nuovo materiale. Alcuni giorni dopo, Lamounier scrisse alla stampa che tutto ciò si trattava di una beffa.

## Approccio lirico
Ispirati dai Venom e dagli Hellhammer, i testi dei primi lavori dei Sarcófago erano apertamente satanici. Spesso nelle loro canzoni erano frequenti testi blasfemi crudi e spesso violenti, scenari osceni, come nel caso del brano "Desecration of (the) Virgin", visto come un'ingiuria nei confronti della Madonna.
Mentre rimane anch'esso pur sempre un lavoro controverso, con l'album del 1989, Rotting, la posizione della band sul Cristianesimo iniziò ad assumere una connotazione più vicina all'agnosticismo e all'ateismo che al satanismo. Questo disco si presentò originariamente più come un manifesto anti-religioso a stampo quasi politico realizzato da Lamounier, in cui lo stesso metteva in luce e criticava pesantemente l'effetto di alienazione sociale che il Cattolicesimo riscuoteva sulla società Brasiliana. La band, anzi, fece riflessioni proprio sulla natura divina di Gesù Cristo, neutralmente definendolo come un semplice uomo morto per i propri ideali.
Già con l'album "Sex, Drinks and Metal", la band si allontanò da queste tematiche a sfondo religioso e sociale, proponendo un disco inneggiante all'edonismo estremo.
Il loro album successivo, The Laws of Scourge, svoltò nuovamente discutendo su tematiche più realistiche, legate soprattutto al macabro e alla morte, in particolare al suicidio. La band ha spesso avuto problemi e controversie con le censure statunitensi, soprattutto per i brani di "The Black Vomit" e "Prelude to Suicide", completamente omessi nell'edizione americana dell'album.

## Eredità
I Sarcofago sono forse stati una delle band più influenti tra i circoli black metal di tutto il mondo, in particolare sulla scena black metal Scandinava. "È davvero deludente," scrisse la rivista Terrorizer, "a cosa sarebbe successo se 'I.N.R.I.' non fosse mai stato pubblicato."
Fenriz, il batterista dei Darkthrone, incluse una canzone dei Sarcófago ("Satanic Lust") nella sua compilation The Best of Old-School Black Metal, pubblicata dalla Peaceville Records. Dell'album I.N.R.I., lo stesso Fenriz disse che era un disco che "o compri o muori". Euronymous, il deceduto chitarrista dei Mayhem e il capo del cosiddetto "Black Metal Inner Circle", si scambiò corrispondenze con Lamounier nei primi anni in cui fioriva la scena Black Metal Norvegese. Anche Dead era un grande fan del gruppo, e vi sono molte foto nel quale indossa il loro merchandising. Secondo il libro Lords of Chaos, sia Euronymous che Dead rimasero "ossessionati" dall'immagine che i Sarcófago proponevano di sé stessi, e desideravano che tutto il black metal fosse come loro. I Satyricon hanno realizzato una reinterpretazione di "I.N.R.I." inserita nel loro EP Intermezzo II, inserita anche nell'album Tribute to Sarcófago, pubblicato dalla Cogumelo Records nel 2001. I membri principali dei Gorgoroth Infernus e King affermano di essere stati pesantemente influenzati dai Sarcófago.
Notevoli band black metal provenienti dalla vicina Finlandia subirono una forte influenza da parte dei primi lavori dei Sarcófago. Nuclear Holocausto, membro fondatore dei Beherit, disse che Sarcófago furono una delle "maggiori influenze" per il suo gruppo; Mika Luttinen degli Impaled Nazarene affermò che "nulla è superiore a Reign in Blood degli Slayer o I.N.R.I. dei Sarcofago." Questi ultimi fecero una reinterpretazione di "The Black Vomit" che è presente nell'album Tribute to Sarcófago.
Lamounier, tuttavia, è stato molto spesso critico nei confronti delle diverse band che dichiararono di essere state influenzate dai Sarcófago, soprattutto verso i gruppi della scena black metal Norvegese, chiedendosi per quale motivo uno dei paesi più civili e ricchi del mondo avesse prodotto una scena musicale così scarna. Sebbene amasse gli Immortal, Wagner definì Euronymous un "pazzo maniaco" e considerò Burzum "merda", affermando inoltre che il timbro della chitarra di quest'ultimo "sembrava come registrata con una radio a transistor.". Inoltre, Lamounier fu critico verso l'estetica lo-fi tipica della produzione di questo genere.

## Formazione

### Ultima formazione
- Wagner "Antichrist" Lamounier - voce, chitarra (1985–2000)
- Geraldo "Gerald Incubus" Minelli - basso, voce (1986–2000)

### Musicisti di sessione
- Manoel "Joker" - batteria, voci secondarie
- Eugênio "Dead Zone" - batteria programmata, tastiere (1994–2000)

### Ex componenti
- Armando "Leprous" Sampaio - batteria (1985–1986)
- Juninho "Pussy Fucker" - basso (1985–1986)
- Zeber "Butcher" - chitarra(1985–1987)
- Eduardo "D.D. Crazy" - batteria (1986–1987)
- Fabio "Jhasko" - chitarra (1991–1993)
- Lucio Olliver - batteria (1991–1993)

## Discografia

### Album in studio
- 1987 - I.N.R.I.
- 1991 - The Laws of Scourge
- 1994 - Hate
- 1996 - The Worst

### Raccolte
- 1996 - Decade of Decay

### Demo
- 1986 - Satanic Lust
- 1986 - The Black Vomit
- 1987 - Sepultado
- 1987 - Christ's Death

### EP
- 1989 - Rotting
- 1992 - Crush, Kill, Destroy
- 2000 - Crust

### Split
- 1986 - Warfare Noise (1986) w/ Chakal, Holocausto e Mutilator

### Apparizioni in compilation
- 1990 - The Lost Tapes of Cogumelo
- 1992 - Masters of Brutality II
- 1992 - Speed Kills 6: Violence of the Slams
- 1999 - Roadkill, Vol. 2
- 2001 - Cogumelo Records Compilation
- 2001 - Warzone XXVI
- 2004 - Fenriz Presents... The Best of Old-School Black Metal